# Calophyllum bracteatum
Calophyllum bracteatum är en tvåhjärtbladig växtart som beskrevs av Thw.. Calophyllum bracteatum ingår i släktet Calophyllum och familjen Calophyllaceae. Inga underarter finns listade i Catalogue of Life.